# Phillyrea angustifolia
El labiérnago u olivilla (Phillyrea angustifolia) es un arbusto de hojas persistentes, de la familia de las oleáceas.
Se puede encontrar por el Mediterráneo occidental (Italia, España y Francia).
En España se encuentra en casi todas las provincias, mezclado con encinas, coscojas o alcornoques. También aparece en roquedos y pinares.

## Nombres comunes
Abiérgano, acebo castellano, agracejo (2), agral, alitienzo, alitierno, aviéznago, chilladera (2), durillo, filera, filirea de hojas estrechas, gobiérnago (2), labiergana, labiergano, labiérgano (2), labierna (2), labiernaga, labiérnaga, labiérnaga blanco, labiérnago, labiérnago (2), labiérnago blanco, labiérnago de hojas estrechas, labiérnigo, ladierna (2), ladierna de hoja estrecha, ladierna de hoja estreta, ladiérnago, laierna, lanterno, lantisca, layerna (5), layernago, lenterno, lentisca (2), lentisco bastardo, lentisco blanco (2), lentisquilla, olivilla, olivillo, piadera (2), picadera, sao, sarga, teja, torobizco, yerna. Altoaragonés: olibeta, olibilla, olibillo. Aragonés: alitienzo, olibillo, olivillo.
Puede añadirse un nombre vernáculo antiguo, recogido en 1755 por el padre Sarmiento en los montes situados entre Salamanca y Zamora, el de alibierno o alivierno.

## Características
Es una planta leñosa que alcanza los 2-3 metros de altura. Las hojas son simples de 6 cm de longitud, opuestas y perennes de color verde oscuro y los márgenes enteros. Las flores de color blanco con cuatro sépalos y cuatro pétalos reunidos parcialmente en un breve tubo. El fruto es una drupa carnosa semejante a la aceituna.